# Ерлыково (Калужская область)
Ерлыково (Ярлыково) — деревня в Козельском районе Калужской области. Входит в состав сельского поселения «Село Покровск».
Расположено на реке Клютома, примерно в 3 км к северу от села Покровск.

## Население
На 2010 год население составляло 27 человек.